# Uvalde
Uvalde è una città e il capoluogo della contea di Uvalde nello Stato del Texas, negli Stati Uniti. La popolazione era di 15 217 abitanti al censimento del 2020.

## Geografia fisica
Uvalde è situata nel Texas Hill Country, a 130 km a ovest del centro di San Antonio e 87 km a est del confine tra il Messico e gli Stati Uniti. Secondo l'Ufficio del censimento degli Stati Uniti, ha una superficie totale di 7,66 mi² (19,84 km²).

## Storia
Uvalde è stata fondata da Reading Wood Black nel 1853 con il nome di Encina. Nel 1856, al momento dell'istituzione della contea, la città venne rinominata Uvalde in onore del governatore spagnolo Juan de Ugalde (Cadice, Andalusia, 1729-1816) e venne anche scelta come capoluogo della contea. Uvalde è nota per la sua produzione, risalente al 1870, di un miele chiamato huajillo (noto anche come guajillo), un miele delicato e di colore chiaro.
Uvalde, insieme a San Antonio, Carrizo Springs, Crystal City e Corpus Christi, era un importante fermata sulla defunta linea ferroviaria della San Antonio, Uvalde and Gulf Railroad, attiva dal 1909 al 1956, anno in cui venne confluita nella Missouri Pacific Railroad. Dal 1909 al 1912, la SAU&G era conosciuta come Crystal City and Uvalde Railroad. Oggi il tracciato da San Antonio a Corpus Christi fa parte del sistema ferroviario dell'Union Pacific Railroad.
Il 24 maggio 2022 un adolescente di 18 anni, chiamato Salvador Rolando Ramos, compie una strage in una scuola elementare cittadina (Robb Elementary School) uccidendo 21 persone, tra cui 19 bambini e 2 insegnanti, e ferendone altre 17, prima di essere ucciso a sua volta dalla polizia. Il comportamento della polizia che ha aspettato diverse decine di minuti fuori dalla scuola prima di intervenire ha causato controversie.

## Società

### Evoluzione demografica
Secondo il censimento del 2020, la popolazione era di 15 217 abitanti.